# Slaget vid Seelowhöjderna
Slaget vid Seelowhöjderna (tyska: Schlacht um die Seelower Höhen) var den första delen av slaget om Berlin som utkämpades mellan Sovjetunionen och Polen mot Nazityskland under andra världskrigets slutskede. Den sovjetiska armén (inklusive 1:a polska armén) under marskalk Georgij Zjukov bröt sig genom tunga tyska försvarsanläggningar och fortsatte sin väg mot Berlin. Slaget varade i fyra dagar, mellan 16 och 19 april 1945, och är ett av de hårdaste slagen under andra världskriget.
Seelowhöjderna (tyska: Seelower Höhen) är ett kuperat område beläget nära staden Seelow i Tyskland, omkring 90 kilometer öster om Berlin och höjer sig över västra flodslätten till floden Oder, som ligger ytterligare 17 kilometer österut. Höjderna har ibland kallats för "Portarna till Berlin" på grund av att den viktigaste vägen till och från Berlin i öst-västlig riktning går igenom dessa höjder.

## Slagets förlopp
Slaget utspelade sig vid Seelowhöjderna mellan tyska 9:e armén ur Armégrupp Weichsel (112 143 soldater, 587 stridsvagnar, 2625 artilleripjäser) ledda av Gotthard Heinrici och Theodor Busse och Sovjets anfallande styrkor, 1:a vitryska fronten (1 000 000 soldater, 3059 stridsvagnar, 16 934 artilleripjäser och granatkastare) under Georgij Zjukovs ledning. Inledande sovjetiska anfall stoppades av resterna av en Wehrmacht-division som förskansade sig på höjderna 48 meter ovanför den omkringliggande terrängen. Röda armén förlorade mer manskap än tyskarna men kunde inte hållas tillbaka under någon längre tid. Redan mot slutet av andra dagen bröt de sovjetiska styrkorna igenom tyskarnas försvar och efter totalt fyra dagars hårda strider (med bl.a. massiva sovjetiska pansaranfall) kunde de fortsätta framryckningen mot huvudstaden Berlin som omringades 23 april och föll den 2 maj 1945. Totalt dog 45 000 soldater under slaget (12 000 tyskar och 30 000 ryssar).

## Minnesplats

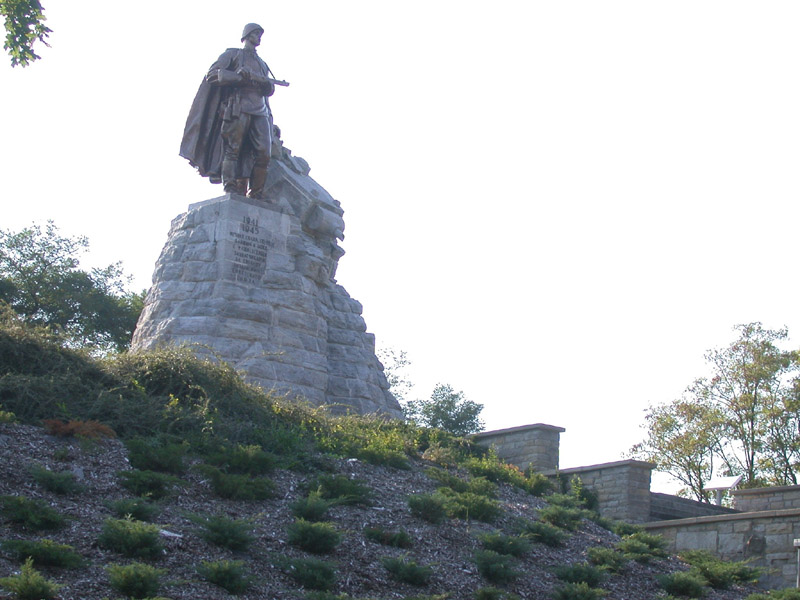
Gedenkstätte Seelower Höhen

På platsen för slaget utanför staden Seelow finns en minnesplats med ett museum över slaget.